# Palacio de Schwerin
El palacio de Schwerin está situado en la ciudad de Schwerin, capital del estado federado de Mecklemburgo-Pomerania Occidental, Alemania. Fue durante siglos hogar de los duques y grandes duques de Mecklemburgo y, posteriormente, de Mecklemburgo-Schwerin. Actualmente alberga la sede del Parlamento Regional de Mecklemburgo-Pomerania Occidental.

## Historia

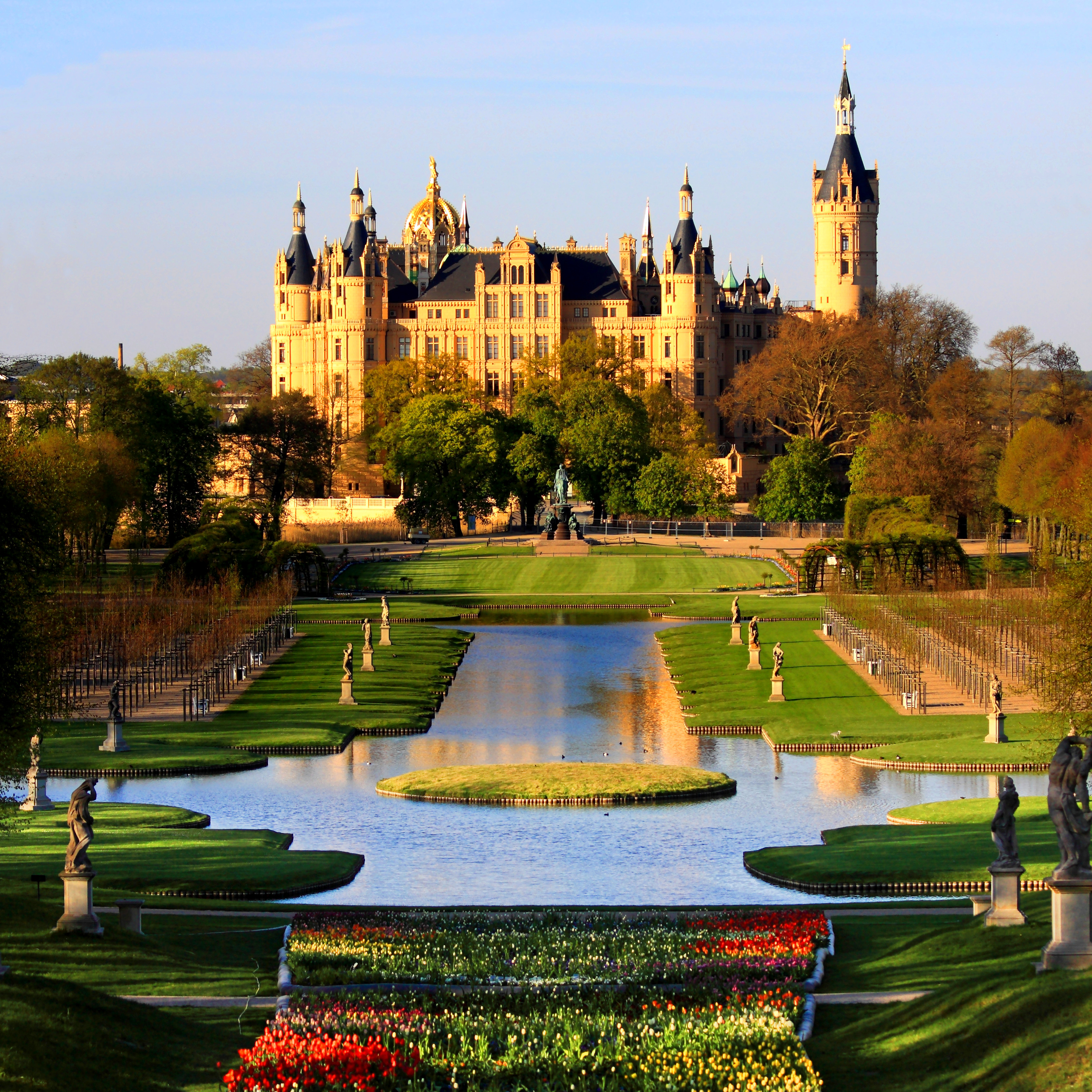
Jardines

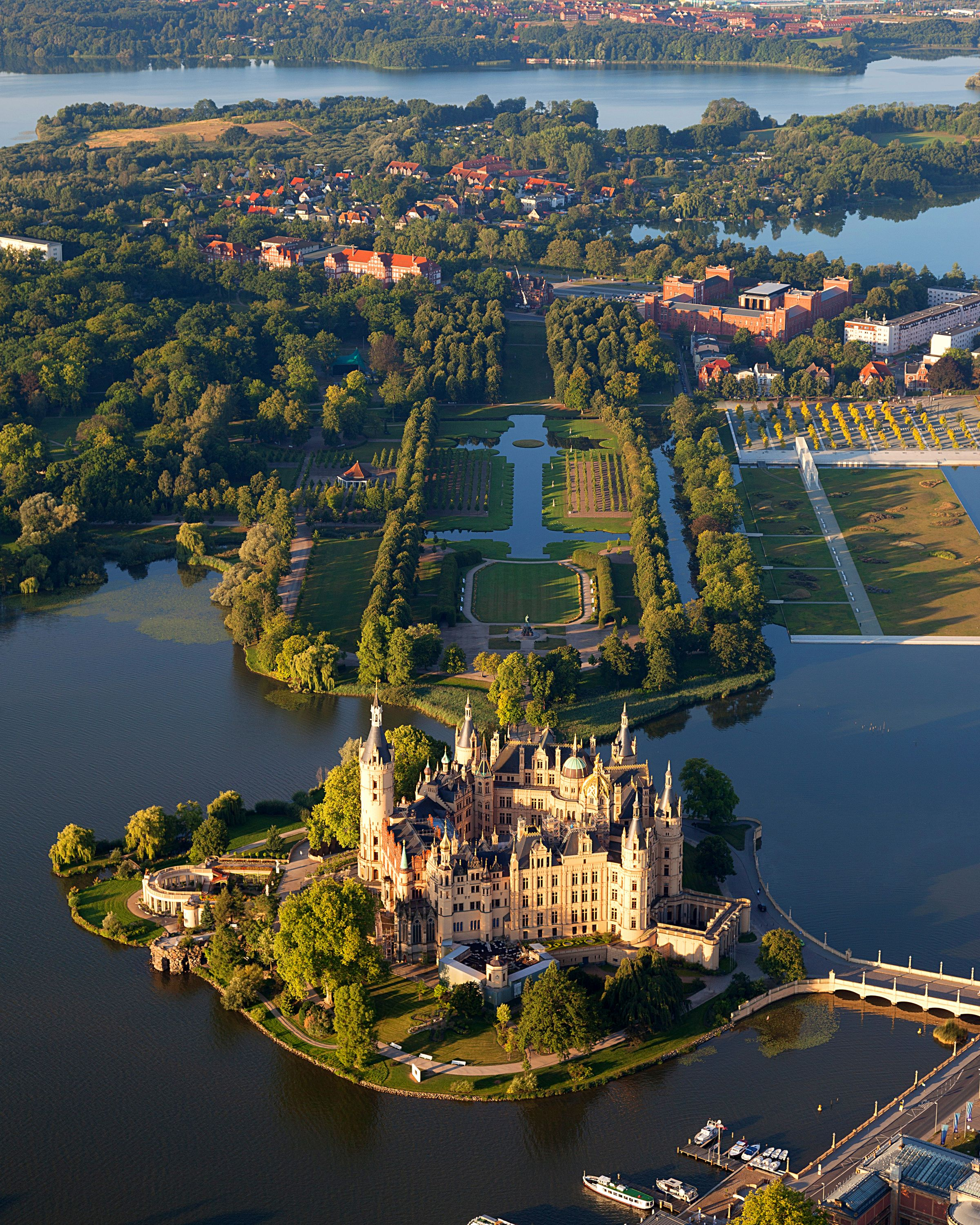
Vista aérea.

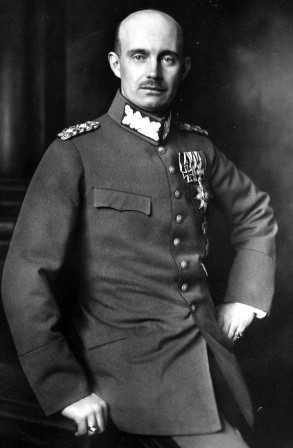
Federico Francisco IV, el último Gran Duque de Mecklemburgo-Schwerin.

### sigloX
Las primeras informaciones de la situación del castillo vinieron del mercader sefardí Ibrahim Ben Jacub en el año 973 tras un viaje por el este de Europa. Se trataba de un fuerte de la tribu de los eslavos polabios construido sobre el gran lago de Schwerin.

### sigloXII
En 1160, el fuerte se convirtió en objetivo de los aristócratas germánicos que estaban expandiendo sus dominios hacia el este bajo el mandato de Enrique el León (1129-1195). Los eslavos destruyeron el fuerte pero abandonaron la región, que quedó en manos del ejército germánico. 
Los conquistadores reconocieron la ventaja estratégica de contar con un fuerte en una isla sobre el lago y procedieron a su reconstrucción. Ese mismo año de 1160 se fundó la ciudad de Schwerin.
En 1167 Enrique el León concedió el condado de Schwerin a su vasallo Gunzelin von Hagen, y el resto del país volvió a las manos del hijo de Niklot, Privislab de Mecklemburgo. Se formó entonces una línea ducal hereditaria que perduró hasta 1918.

### sigloXIV
En 1358, el condado de Schwerin fue comprado por los descendientes de Niklot, que habían sido elevados a la categoría de Duques de Mecklemburgo en 1348. Durante esta época y conforme el ducado se hacía más rico, los duques reformaron el antiguo castillo dándole una apariencia más esplendorosa. La Casa del Obispo (Bischofshaus) data de este periodo y permanece intacta. 

### sigloXVI

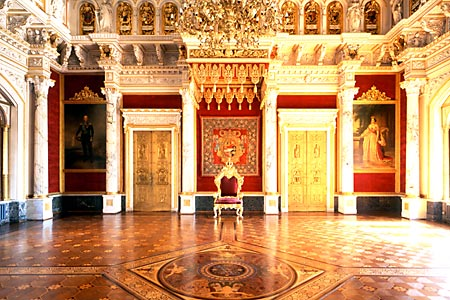
Trono del Gran Duque.

Bajo el gobierno del duque Juan Alberto I (1525-1576) se realizaron nuevas reformas. Dejó de ser un fuerte y pasó a convertirse en un palacio. Se suprimieron todos los elementos defensivos y fueron sustituidos por ornamentos, especialmente en terracota, que provenía de los yacimientos de Lübeck. 
Unos cuantos años después, de 1560 a 1563, Juan Albeerto ordenó la reconstrucción de la capilla del palacio. Fue la primera iglesia protestante del Estado. El estilo arquitectónico estaba inspirado en iglesias de Torgau y Dresde. La puerta, realizada en estilo del renacimiento veneciano, fue coronada por un relieve del escultor sajón Hans Walther, que representa a Jesucristo llevando la cruz.